# Vila Montcada - Ciutat Jardí
Vila Montcada - Ciutat Jardí és un barri de la ciutat de Lleida.

## Història i Toponímia
Antigament part del barri de Les Basses d'Alpicat, en fou escindit per la paeria arran de la construcció de la urbanització de Vila Montcada a finals del Segle XX. Dita urbanització li dona nom, i l'afegit Ciutat Jardí ve donat per constituir junt amb el barri de Ciutat Jardí - Les Valls la zona coneguda popularment com a Ciutat Jardí o Residencial Park; zona bàsicament residencial amb xalets i habitatges unifamiliars.
Tot plegat el nom Montcada té l'origen en el pas pel terme del camí del mateix nom, que mena, encara avui en dia, cap a l'antiga torre dels Montcada, de l'època de la reconquesta.

## Geografia
Limita:
- Al nord amb les partides de Boixadors, Bovà i Balàfia.
- A l'est amb el barri de Balàfia.
- Al sud amb la ciutat de Lleida.
- A l'oest amb la Partida d'Alpicat.

El seu terme es reparteix així mateix entre les partides de Boixadors, Bovà, Balàfia, Guindàvols i Alpicat.

## Població
El 2009 tenia 1922 habitants, 950 homes i 972 dones.

## Urbanisme i economia
A més de la urbanització que li dona nom, el terme compta amb un petit nombre de torres i xalets, la majoria construïts entre principis i mitjans del segle xx. És una zona principalment residencial, amb la persistència d'algunes petites explotacions agrícoles i ramaderes. Cal esmentar també la presència del Club Tennis Lleida i de l'Hospital Universitari Arnau de Vilanova.

## Transports
El barri disposa de transport públic municipal, línia L17 La Bordeta - Ciutat Jardí.